# Вомбергар, Андрес
Андрес Вомбергар (исп. Andrés Vombergar; 20 ноября 1994, Вилья-Лусурьяга, Аргентина) — аргентино-словенский футболист, нападающий клуба «Сан-Лоренсо де Альмагро» и сборной Словении.

## Биография
Прошёл академию «Ривер Плейт». Начал карьеру с клуба «Итусайнго» в 2014 году, позже перешёл в «Феникс» Пилар, где играл в течение двух сезонов. В 2016 году был отдан в аренду в клуб «Лос-Андес».
28 июля 2017 года Вомбергар подписал контракт со словенским клубом «Олимпия».
22 февраля 2019 года подписал контракт на три с половиной года с российским клубом «Уфа».

## Достижения
- Чемпион Словении 2017/18
- Обладатель Кубка Словении 2017/18